# Seznam písní Johna Calea

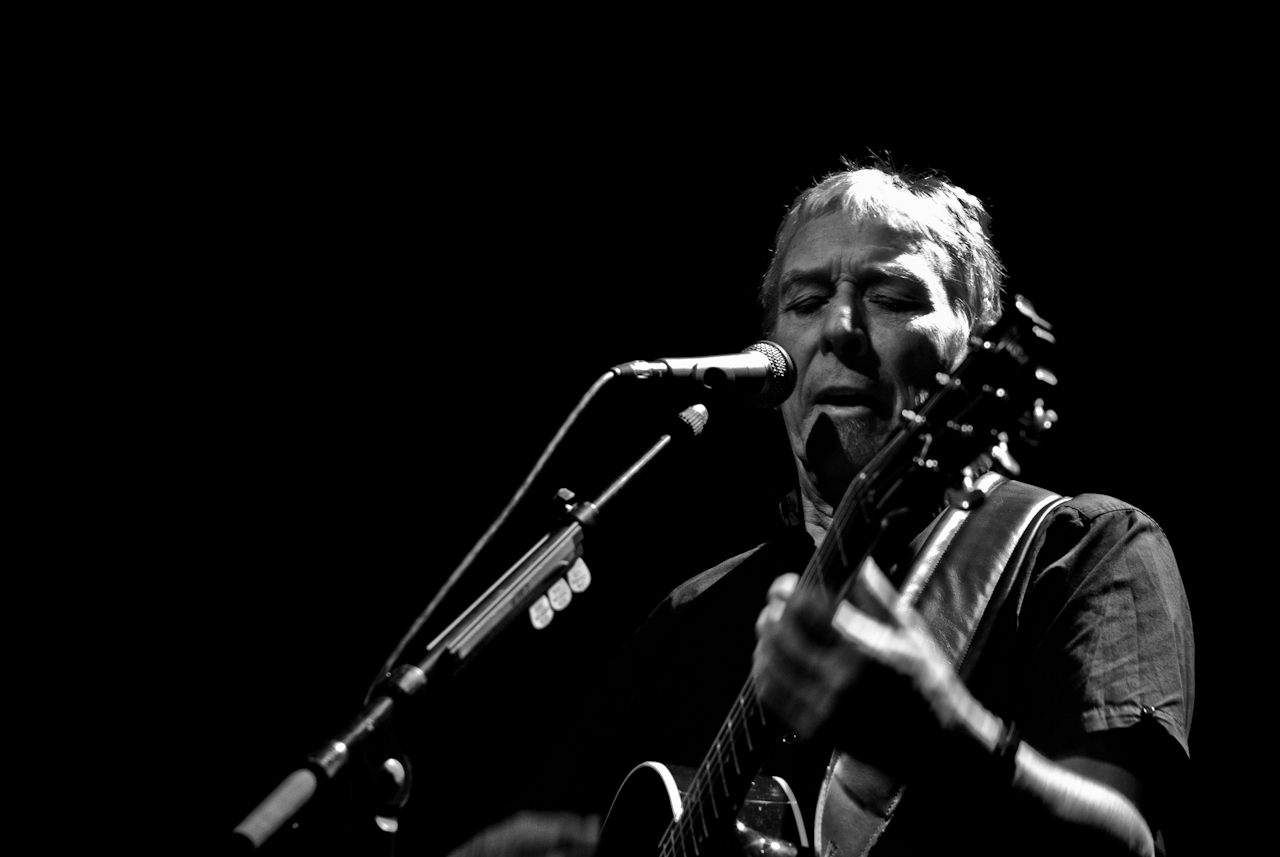
John Cale (2011)

Seznam písní Johna Calea uvádí přehled písní, do kterých vokálně přispěl nebo na kterých se podílel autorsky tento velšský hudebník, skladatel a producent. Hlavní část seznamu tvoří písně z jeho sólových alb, v menší míře pak ty, které hrál pouze při koncertech, ale na žádném albu nebyly vydány. Dále pak písně skupiny The Velvet Underground, v níž Cale v šedesátých letech působil, ale pouze ty, ve kterých buď zpíval, případně byl jejich spoluautorem či ty, které hrál při svých sólových koncertech. Jsou zde uvedeny i písně jiných interpretů, na kterých se John Cale buď podílel autorsky nebo v nich zpíval.
| Název                                                                                              | Autor                                                                      | Původní interpret písně: původní album                                                | Rok vydání | Poznámky | Zdroj         |
| -------------------------------------------------------------------------------------------------- | -------------------------------------------------------------------------- | ------------------------------------------------------------------------------------- | ---------- | --- | ------------- |
| „The Academy in Peril“                                                                             | John Cale                                                                  | John Cale: The Academy in Peril                                                       | 1972       | | [ 1 ]         |
| „Adelaide“                                                                                         | John Cale                                                                  | John Cale: Vintage Violence                                                           | 1970       | | [ 2 ]         |
| „After the Locust“                                                                                 | John Cale, Tony Conrad                                                     | John Cale: Stainless Gamelan                                                          | 2002       | | [ 3 ]         |
| „Ah Pook the Destroyer/Brion Gysin's All-Purpose Bedtime Story“                                    | John Cale, William S. Burroughs                                            | různí: Dead City Radio                                                                | 1990       | | [ 4 ]         |
| „Alexandra Leaving“                                                                                | Leonard Cohen, Sharon Robinson                                             |                                                                                       |            | John Cale tuto píseň hrál při sérii koncertů k poctě Leonarda Cohena v letech 2006 a 2007. | [ 5 ]         |
| „AK 47“                                                                                            | Mark Vernon, John Cale                                                     | Big Vern: Lullabies for Lager Louts                                                   | 1989       | | [ 6 ]         |
| „Al Dente“                                                                                         | John Cale                                                                  | John Cale: N'oublie pas que tu vas mourir                                             | 1995       | | [ 7 ]         |
| „Alive at Dawn“                                                                                    | John Cale                                                                  | John Cale: N'oublie pas que tu vas mourir                                             | 1995       | | [ 7 ]         |
| „All I Want Is You“                                                                                | John Cale                                                                  | John Cale: The Island Years                                                           | 1996       | Přestože byla skladba nahrána během nahrávání alba Slow Dazzle, vydána na něm nebyla; vyšla až v roce 1996 na kompilačním albu The Island Years. | [ 8 ]         |
| „All My Friends“                                                                                   | James Murphy, Pat Mahoney, Tyler Pope                                      | LCD Soundsystem: singl                                                                | 2007       | Píseň „All My Friends“ pochází z repertoáru skupiny LCD Soundsystem, která ji v roce 2007 vydala jako singl; Caleova verze vyšla na jeho B-straně. | [ 9 ]         |
| „All Summer Long“                                                                                  | John Cale                                                                  | John Cale: singl                                                                      | 2013       | | [ 10 ]        |
| „All on Board“                                                                                     | John Cale                                                                  |                                                                                       |            | John Cale tuto píseň hrál při koncertech v roce 1981. | [ 11 ]        |
| „All to the Good“                                                                                  | John Cale                                                                  | John Cale: POPtical Illusion                                                          | 2024       | | [ 12 ]        |
| „All Tomorrow's Parties“                                                                           | Lou Reed                                                                   | The Velvet Underground: The Velvet Underground & Nico                                 | 1967       | John Cale píseň hrál při svých koncertech v letech 2016 a 2017, při nichž hrál výhradně písně The Velvet Underground. |               |
| „Amsterdam“                                                                                        | John Cale                                                                  | John Cale: Vintage Violence                                                           | 1970       | | [ 2 ]         |
| „And If I Love You Still…“                                                                         | John Cale                                                                  | John Cale: 23 Solo Pieces for La naissance de l'amour                                 | 1993       | | [ 13 ]        |
| „Andalucia“                                                                                        | John Cale                                                                  | John Cale: Paris 1919                                                                 | 1973       | | [ 14 ]        |
| „Angel of Death“                                                                                   | John Cale, Bob Neuwirth                                                    | John Cale & Bob Neuwirth: Last Day on Earth                                           | 1994       | | [ 15 ]        |
| „Angels in the Cloud“                                                                              | John Cale                                                                  | John Cale: N'oublie pas que tu vas mourir                                             | 1995       | | [ 7 ]         |
| „Animals at Night“                                                                                 | John Cale                                                                  | John Cale: Paris s'eveille – suivi d'autres compositions                              | 1991       | | [ 16 ]        |
| „Antarctica Starts Here“                                                                           | John Cale                                                                  | John Cale: Paris 1919                                                                 | 1973       | | [ 14 ]        |
| „Antártida“                                                                                        | John Cale                                                                  | John Cale: Antártida                                                                  | 1995       | | [ 17 ]        |
| „Antartida Starts Here“                                                                            | John Cale                                                                  | John Cale: Antártida                                                                  | 1995       | | [ 17 ]        |
| „Anything Goes“                                                                                    | Cole Porter                                                                |                                                                                       |            | John Cale tuto píseň hrál během turné v roce 1986. | [ 18 ]        |
| „Ar Lan y Môr“                                                                                     | tradicionál                                                                | John Cale: film Dal: Yma/Nawr                                                         | 2003       | | [ 19 ]        |
| „Archimedes“                                                                                       | John Cale                                                                  | John Cale: HoboSapiens                                                                | 2003       | | [ 20 ]        |
| „As Long As I Love You“                                                                            | Sven Regener, Richard Pappik, Paul Lukas, Jakob Ilja Friderichs, John Cale | Element of Crime: Try to be Mensch                                                    | 1987       | | [ 21 ]        |
| „Ascension“                                                                                        | John Cale                                                                  | John Cale: Process                                                                    | 2005       | | [ 22 ]        |
| „At About This Time Mozart Was Dead and Joseph Conrad Was Sailing the Seven Seas Learning English“ | John Cale, Sterling Morrison                                               | John Cale: Stainless Gamelan                                                          | 2002       | | [ 3 ]         |
| „At the Boats“                                                                                     | John Cale                                                                  | John Cale: Le Vent de la nuit                                                         | 1999       | | [ 23 ]        |
| „Autobiography“                                                                                    | John Cale                                                                  | John Cale: Live at Rockpalast                                                         | 2010       | | [ 24 ]        |
| „B. Calls“                                                                                         | John Cale                                                                  | John Cale: Le Vent de la nuit                                                         | 1999       | | [ 23 ]        |
| „Baby What You Want Me to Do“                                                                      | Jimmy Reed                                                                 | John Cale: Helen of Troy                                                              | 1975       | | [ 25 ]        |
| „Baby You Know“                                                                                    | John Cale                                                                  | John Cale: Sabotage/Live                                                              | 1979       | | [ 26 ]        |
| „Back to the End“                                                                                  | John Cale                                                                  | John Cale: M:FANS                                                                     | 2016       | | [ 27 ]        |
| „The Balance“                                                                                      | John Cale                                                                  | John Cale: The Academy in Peril                                                       | 1972       | Skladba je součástí cyklu součástí cyklu „3 Orchestral Pieces“. | [ 1 ]         |
| „Bamboo Floor“                                                                                     | John Cale                                                                  | John Cale: The Island Years                                                           | 1996       | Přestože byla skladba nahrána během nahrávání alba Slow Dazzle, vydána na něm nebyla; vyšla až v roce 1996 na kompilačním albu The Island Years. | [ 8 ]         |
| „Barn“                                                                                             | John Cale                                                                  | John Cale: Antártida                                                                  | 1995       | | [ 17 ]        |
| „Barracuda“                                                                                        | John Cale                                                                  | John Cale: Fear                                                                       | 1974       | | [ 28 ]        |
| „Bath“                                                                                             | John Cale                                                                  | John Cale: Antártida                                                                  | 1995       | | [ 17 ]        |
| „Bedroom“                                                                                          | John Cale                                                                  | John Cale: Process                                                                    | 2005       | | [ 22 ]        |
| „Been There, Done That“                                                                            | Brian Eno, John Cale                                                       | Brian Eno & John Cale: Wrong Way Up                                                   | 1990       | | [ 29 ]        |
| „Beetles“                                                                                          | John Cale, Marcus Congleton                                                | Ambulance LTD: nevydané album                                                         | 2006       | | [ 30 ]        |
| „Beethoven in the Old West“                                                                        | John Cale                                                                  | John Cale: POPtical Illusion                                                          | 2024       | Píseň v základní verzi alba POPtical Illusion nevyšla; byla vydána jako bonus na jeho speciální verzi. | [ 31 ]        |
| „Beyond Expectations“                                                                              | John Cale                                                                  | John Cale: 23 Solo Pieces for La naissance de l'amour                                 | 1993       | | [ 13 ]        |
| „Bicycle“                                                                                          | John Cale                                                                  | John Cale: HoboSapiens                                                                | 2003       | | [ 20 ]        |
| „Big Apple Express“                                                                                | John Cale                                                                  | John Cale: Stainless Gamelan                                                          | 2002       | | [ 3 ]         |
| „Big White Cloud“                                                                                  | John Cale                                                                  | John Cale: Vintage Violence                                                           | 1970       | | [ 2 ]         |
| „The Biggest, Loudest, Hairiest Group of All“                                                      | John Cale                                                                  | Lou Reed, John Cale & Nico: Le Bataclan '72                                           | 2004       | Samotný John Cale studiovou verzi písně „The Biggest, Loudest, Hairiest Group of All“ nahrál v říjnu 1971, ale tato verze zůstala nevydaná. | [ 32 ]        |
| „The Black Angel's Death Song“                                                                     | Lou Reed, John Cale                                                        | The Velvet Underground: The Velvet Underground & Nico                                 | 1967       | | [ 33 ]        |
| „Black Rose“                                                                                       | John Cale, Larry Sloman                                                    | John Cale: Artificial Intelligence                                                    | 1985       | | [ 34 ]        |
| „Bluetooth Swings“                                                                                 | John Cale                                                                  | John Cale: Extra Playful                                                              | 2011       | | [ 35 ]        |
| „Booker T.“                                                                                        | Lou Reed, John Cale, Sterling Morrison, Maureen Tucker                     | John Cale: Paris s'eveille – suivi d'autres compositions                              | 1991       | | [ 16 ]        |
| „Brahms“                                                                                           | John Cale                                                                  | John Cale: The Academy in Peril                                                       | 1972       | | [ 1 ]         |
| „Bring It On Up“                                                                                   | John Cale                                                                  | John Cale: Vintage Violence                                                           | 1970       | | [ 2 ]         |
| „Broken Bird““                                                                                     | John Cale                                                                  | John Cale: Music for a New Society                                                    | 1982       | | [ 36 ]        |
| „Broken Hearts“                                                                                    | John Cale, Bob Neuwirth                                                    | John Cale & Bob Neuwirth: Last Day on Earth                                           | 1994       | | [ 15 ]        |
| „Brotherman“                                                                                       | John Cale                                                                  | John Cale: Black Acetate                                                              | 2005       | | [ 37 ]        |
| „Buffalo Ballet“                                                                                   | John Cale                                                                  | John Cale: Fear                                                                       | 1974       | | [ 28 ]        |
| „Burned Out Affair“                                                                                | John Cale                                                                  | John Cale: Paris 1919 (reedice)                                                       | 2006       | Skladba na původním vydání alba Paris 1919 z roku 1973 nevyšla, vyšla až na jeho reedici z roku 2006. | [ 38 ]        |
| „Burning/Painting“                                                                                 | John Cale                                                                  | John Cale: Process                                                                    | 2005       | | [ 22 ]        |
| „Cable Hogue“                                                                                      | John Cale                                                                  | John Cale: Helen of Troy                                                              | 1975       | | [ 25 ]        |
| „Café Shabu“                                                                                       | John Cale, Bob Neuwirth                                                    | John Cale & Bob Neuwirth: Last Day on Earth                                           | 1994       | | [ 15 ]        |
| „Caligula“ nebo také „Jesus Caligula“                                                              | John Cale/John Cale, Dylan Thomas                                          |                                                                                       |            | John Cale tuto instrumentální skladbu hrál během představení u příležitostí stého výročí Vánočního příměří ve městě Mesen v Belgii dne 20. prosince 2014; dne 3. června 2016 Cale hrál tuto píseň při koncertu v Cardiffu, tentokrát nebyla instrumentální, ale byla doprovodem recitace básně „And Death Shall Have No Dominion“ Dylana Thomase.            | [ 39 ] [ 40 ] |
| „Call Yourself a Lover“                                                                            | John Cale                                                                  |                                                                                       |            | John Cale tuto píseň hrál při koncertech v roce 1980. | [ 41 ]        |
| „Calling You Out“                                                                                  | John Cale                                                                  | John Cale: POPtical Illusion                                                          | 2024       | | [ 12 ]        |
| „Camera Obscura“                                                                                   | Nico, Graham Dowdall, James Young, John Cale                               | Nico: Camera Obscura                                                                  | 1985       | Píseň vyšla na albu zpěvačky Nico, ale zpívá v ní John Cale. |               |
| „Candles“                                                                                          | John Cale                                                                  | John Cale: Process                                                                    | 2005       | | [ 22 ]        |
| „Candy Store“                                                                                      | John Cale                                                                  |                                                                                       |            | John Cale tuto píseň hrál při koncertech v roce 1981. | [ 42 ]        |
| „Capt. Morgans Lament“                                                                             | John Cale                                                                  | John Cale: The Academy in Peril                                                       | 1972       | Skladba je součástí cyklu součástí cyklu „3 Orchestral Pieces“. | [ 1 ]         |
| „Captain Hook“                                                                                     | John Cale                                                                  | John Cale: Sabotage/Live                                                              | 1979       | | [ 26 ]        |
| „Car Blue“                                                                                         | John Cale                                                                  | John Cale: Process                                                                    | 2005       | | [ 22 ]        |
| „Caravan“                                                                                          | John Cale                                                                  | John Cale: HoboSapiens                                                                | 2003       | | [ 20 ]        |
| „Care Song“                                                                                        | John Cale                                                                  |                                                                                       |            | John Cale tuto píseň hrál při koncertech v roce 1980. | [ 18 ]        |
| „Caribbean Sunset“                                                                                 | John Cale, Larry Sloman                                                    | John Cale: Caribbean Sunset                                                           | 1984       | | [ 43 ]        |
| „Carousel“                                                                                         | John Cale                                                                  | John Cale: Dream Interpretation                                                       | 2002       | | [ 44 ]        |
| „Casey at the Bat“                                                                                 | John Cale                                                                  | John Cale: Even Cowgirls Get the Blues                                                | 1987       | | [ 45 ]        |
| „Catastrofuk“                                                                                      | John Cale                                                                  | John Cale: Extra Playful                                                              | 2011       | | [ 35 ]        |
| „Ceremony After a Fire Raid“                                                                       | Terry Riley, Dylan Thomas                                                  |                                                                                       |            | Zhudebněná báseň Dylana Thomase, nahráno pro rozhlasovou stanici KPFA (90. léta), Cale pouze recituje a Terry Riley jej doprovází na klavír. |               |
| „Changes Made“                                                                                     | John Cale                                                                  | John Cale: Music for a New Society                                                    | 1982       | | [ 36 ]        |
| „Charlemagne“                                                                                      | John Cale                                                                  | John Cale: Vintage Violence                                                           | 1970       | | [ 2 ]         |
| „Chickenshit“                                                                                      | John Cale                                                                  | John Cale: Animal Justice                                                             | 1977       | | [ 46 ]        |
| „Child's Christmas in Wales“                                                                       | John Cale                                                                  | John Cale: Paris 1919                                                                 | 1973       | | [ 14 ]        |
| „China Sea“                                                                                        | John Cale                                                                  | John Cale: Helen of Troy                                                              | 1975       | | [ 25 ]        |
| „Chinese Envoy“                                                                                    | John Cale                                                                  | John Cale: Music for a New Society                                                    | 1982       | | [ 36 ]        |
| „Chinese Takeaway (Hong Kong 1997)“                                                                | John Cale, Larry Sloman                                                    | John Cale: Artificial Intelligence                                                    | 1985       | | [ 34 ]        |
| „Clown in the Moon“                                                                                | John Cale, Dylan Thomas                                                    |                                                                                       |            | John Cale tuto zhudebněnou báseň Dylana Thomase hrál při vystoupení v Sydney v roce 1986. | [ 47 ]        |
| „Chorale“                                                                                          | John Cale                                                                  | John Cale: Sabotage/Live                                                              | 1979       | | [ 26 ]        |
| „Chums of Dumpty (We All Are)“                                                                     | John Cale                                                                  | John Cale: 5 Tracks                                                                   | 2003       | | [ 48 ]        |
| „Church of Anthrax“                                                                                | John Cale, Terry Riley                                                     | John Cale & Terry Riley: Church of Anthrax                                            | 1971       | | [ 49 ]        |
| „Circus“                                                                                           | John Cale                                                                  | John Cale: Walking on Locusts                                                         | 1996       | | [ 50 ]        |
| „Cleo“                                                                                             | John Cale                                                                  | John Cale: Vintage Violence                                                           | 1970       | | [ 2 ]         |
| „Cold Country Comfort“                                                                             | John Cale                                                                  |                                                                                       |            | John Cale tuto píseň hrál při koncertech v roce 1980 jako součást cyklu „The Nine Lives of Gordon Liddy“. | [ 51 ]        |
| „Cold Starry Nights“                                                                               | John Cale, Angus MacLise, Jack Smith                                       | John Cale: New York in the 1960s                                                      | 2005       | | [ 52 ]        |
| „Coming Around Again“                                                                              | John Cale                                                                  |                                                                                       |            | John Cale tuto píseň hrál při koncertech v roce 1980 jako součást cyklu „The Nine Lives of Gordon Liddy“. | [ 51 ]        |
| „Common Cold“                                                                                      | John Cale                                                                  |                                                                                       |            | John Cale tuto píseň hrál při svých koncertech v roce 2007. | [ 53 ]        |
| „Company Commander“                                                                                | John Cale                                                                  | John Cale: POPtical Illusion                                                          | 2024       | | [ 12 ]        |
| „Coney Island Steeplechase“                                                                        | Lou Reed, John Cale, Sterling Morrison, Maureen Tucker                     | The Velvet Underground: Another View                                                  | 1986       | | [ 54 ]        |
| „Converging Themes“                                                                                | John Cale                                                                  | John Cale: 23 Solo Pieces for La naissance de l'amour                                 | 1993       | | [ 13 ]        |
| „Conversation in the Garden“                                                                       | John Cale                                                                  | John Cale: 23 Solo Pieces for La naissance de l'amour                                 | 1993       | | [ 13 ]        |
| „Coral Moon“                                                                                       | John Cale                                                                  | John Cale: Helen of Troy                                                              | 1975       | | [ 25 ]        |
| „Cordoba“                                                                                          | Brian Eno, John Cale                                                       | Brian Eno & John Cale: Wrong Way Up                                                   | 1990       | | [ 29 ]        |
| „Corner of My Sky“                                                                                 | Kelly Lee Owens, James Greenwood, John Cale                                | Kelly Lee Owens: Inner Song                                                           | 2020       | Cale je autorem textu a v písni zpívá. | [ 55 ]        |
| „The Cowboy Laughs at the Round-Up“                                                                | John Cale                                                                  | John Cale: Paris s'eveille – suivi d'autres compositions                              | 1991       | | [ 16 ]        |
| „Coyote“                                                                                           | Lou Reed, John Cale                                                        | The Velvet Underground: Live MCMXCIII                                                 | 1993       | | [ 56 ]        |
| „Crash Course in Harmonics“                                                                        | John Cale                                                                  | John Cale: B-strana singlu „Satellite Walk“                                           | 1985       | | [ 57 ]        |
| „Crazy Egypt“                                                                                      | John Cale, David Byrne                                                     | John Cale: Walking on Locusts                                                         | 1996       | | [ 50 ]        |
| „Crime in the Desert“                                                                              | Brian Eno, John Cale                                                       | Brian Eno & John Cale: Wrong Way Up                                                   | 1990       | | [ 29 ]        |
| „Cry“                                                                                              | John Cale                                                                  | John Cale: Shifty Adventures in Nookie Wood                                           | 2012       | Píseň v základní verzi alba Shifty Adventures in Nookie Wood nevyšla; byla vydána jako bonus na jeho speciální verzi. | [ 58 ]        |
| „Damn Life“                                                                                        | John Cale, Risé Cale                                                       | John Cale: Music for a New Society                                                    | 1982       | | [ 36 ]        |
| „Dance of the Seven Veils“                                                                         | John Cale                                                                  | John Cale: Even Cowgirls Get the Blues                                                | 1987       | | [ 45 ]        |
| „Dancing Undercover“                                                                               | John Cale                                                                  | John Cale: Walking on Locusts                                                         | 1996       | | [ 50 ]        |
| „Darkness on the Delta“                                                                            | John Cale                                                                  | John Cale: Le Vent de la nuit                                                         | 1999       | | [ 23 ]        |
| „Darling I Need You“                                                                               | John Cale                                                                  | John Cale: Slow Dazzle                                                                | 1975       | | [ 59 ]        |
| „Davies and Wales“                                                                                 | John Cale                                                                  | John Cale: POPtical Illusion                                                          | 2024       | | [ 12 ]        |
| „Daybreak“                                                                                         | John Cale, Federico García Lorca                                           | různí: Federico García Lorca: De Granada a La Luna                                    | 1998       | | [ 60 ]        |
| „Day of Niagara“                                                                                   | John Cale, Tony Conrad, Angus MacLise, La Monte Young, Marian Zazeela      | John Cale, Tony Conrad, Angus MacLise, La Monte Young, Marian Zazeela: Day of Niagara | 2000       | | [ 61 ]        |
| „Days of Steam“                                                                                    | John Cale                                                                  | John Cale: The Academy in Peril                                                       | 1972       | | [ 62 ]        |
| „Dead Agents“                                                                                      | John Cale                                                                  |                                                                                       |            | John Cale toto dílo hrál při několika koncertech v roce 1999; dílo je inspirováno knihou Between Silk and Cyanide od kryptografa Lea Markse. | [ 63 ]        |
| „Dead or Alive“                                                                                    | John Cale                                                                  | John Cale: Honi Soit                                                                  | 1981       | | [ 64 ]        |
| „Death Camp“                                                                                       | John Cale                                                                  | John Cale: Nico: Dance Music                                                          | 1998       | | [ 65 ]        |
| „Decade“                                                                                           | John Cale                                                                  | John Cale: Even Cowgirls Get the Blues                                                | 1987       | | [ 45 ]        |
| „December Rains“                                                                                   | John Cale                                                                  | John Cale: Shifty Adventures in Nookie Wood                                           | 2012       | | [ 66 ]        |
| „Dirge for the New Sunrise“                                                                        | John Cale, Edith Sitwell                                                   |                                                                                       |            | John Cale tuto báseň anglické básnířky Edith Sitwell zhudebnil a jako píseň hrál při koncertu v roce 1991. | [ 67 ]        |
| „Dirty-Ass Rock 'N' Roll“                                                                          | John Cale                                                                  | John Cale: Slow Dazzle                                                                | 1975       | | [ 59 ]        |
| „Dixieland and Dixie“                                                                              | John Cale                                                                  | Seducing Down the Door                                                                | 1998       | Píseň John Cale nahrál v říjnu 1971, ale vyšla až v roce 1998 na kompilaci Seducing Down the Door. | [ 32 ]        |
| „Do Not Forget“                                                                                    | John Cale                                                                  | John Cale: N'oublie pas que tu vas mourir                                             | 1995       | | [ 7 ]         |
| „Do Not Go Gentle Into That Good Night“                                                            | John Cale, Dylan Thomas                                                    | John Cale: Words for the Dying                                                        | 1989       | Skladba byla součástí cyklu „The Falklands Suite“. | [ 68 ]        |
| „Doctor Dark“                                                                                      | John Cale                                                                  |                                                                                       |            | John Cale tuto píseň hrál při koncertech v roce 1977. | [ 18 ]        |
| „Don't Get Sentimental“                                                                            | John Cale                                                                  |                                                                                       |            | John Cale tuto píseň hrál při koncertech v roce 2011. | [ 18 ]        |
| „Don't Know Why She Came“                                                                          | John Cale                                                                  | John Cale: Even Cowgirls Get the Blues                                                | 1987       | | [ 45 ]        |
| „Don't Let Me Down“                                                                                | John Cale                                                                  |                                                                                       |            | John Cale tuto píseň hrál při koncertech v roce 1981. |               |
| „Don't Pretend“                                                                                    | Gordon Gano                                                                | Gordon Gano: Hitting the Ground                                                       | 2002       | Píseň „Don't Pretend“ pochází z alba Gordona Gana, ale zpíval v ní John Cale. | [ 69 ]        |
| „Don't You Smile“                                                                                  | Sven Regener, Richard Pappik, Paul Lukas, Jakob Ilja Friderichs, John Cale | Element of Crime: Try to be Mensch                                                    | 1987       | | [ 21 ]        |
| „Dr. Mudd“                                                                                         | John Cale                                                                  | John Cale: Sabotage/Live                                                              | 1979       | | [ 26 ]        |
| „Drive Up to Robbery“                                                                              | John Cale                                                                  | John Cale: Somewhere in the City                                                      | 1998       | | [ 70 ]        |
| „A Dream“                                                                                          | Lou Reed, John Cale                                                        | Lou Reed & John Cale: Songs for Drella                                                | 1990       | | [ 71 ]        |
| „Dream Interpretation“                                                                             | John Cale, Tony Conrad                                                     | John Cale: Dream Interpretation                                                       | 2002       | | [ 44 ]        |
| „Dying on the Vine“                                                                                | John Cale, Larry Sloman                                                    | John Cale: Artificial Intelligence                                                    | 1985       | | [ 34 ]        |
| „E Is Missing“                                                                                     | John Cale                                                                  | John Cale: 5 Tracks                                                                   | 2003       | | [ 48 ]        |
| „Edge of Reason“                                                                                   | John Cale                                                                  | John Cale: POPtical Illusion                                                          | 2024       | | [ 12 ]        |
| „Emily“                                                                                            | John Cale                                                                  | John Cale: Fear                                                                       | 1974       | | [ 28 ]        |
| „Empty Bottles“                                                                                    | John Cale                                                                  | Jennifer Warnes: Jennifer                                                             | 1972       | Sám John Cale hrál píseň „Empty Bottles“ pouze na koncertu, nikoliv však ve studiu. Koncertní verze v podání Johna Calea vyšla v roce 2004 na albu Le Bataclan '72. | [ 72 ]        |
| „Empty Frame“                                                                                      | Brian Eno, John Cale                                                       | Brian Eno & John Cale: Wrong Way Up                                                   | 1990       | | [ 29 ]        |
| „The Endless Plain of Fortune“                                                                     | John Cale                                                                  | John Cale: Paris 1919                                                                 | 1973       | | [ 14 ]        |
| „Engine“                                                                                           | John Cale                                                                  | John Cale: Helen of Troy                                                              | 1975       | | [ 25 ]        |
| „Entre Nous“                                                                                       | John Cale                                                                  | John Cale: Walking on Locusts                                                         | 1996       | | [ 50 ]        |
| „España“                                                                                           | John Cale                                                                  | John Cale: Nico: Dance Music                                                          | 1998       | | [ 65 ]        |
| „European Son“                                                                                     | Lou Reed, John Cale, Sterling Morrison, Maureen Tucker                     | The Velvet Underground: The Velvet Underground & Nico                                 | 1967       | | [ 73 ]        |
| „Even Cowgirls Get the Blues“                                                                      | John Cale                                                                  | John Cale: Even Cowgirls Get the Blues                                                | 1987       | | [ 45 ]        |
| „Everlasting Days“                                                                                 | John Cale                                                                  | John Cale: Mercy                                                                      | 2023       | | [ 74 ]        |
| „Everybody's Cold Sometimes“                                                                       | John Cale                                                                  | John Cale: N'oublie pas que tu vas mourir                                             | 1995       | | [ 7 ]         |
| „Everytime the Dogs Bark“                                                                          | John Cale, Larry Sloman, David Young                                       | John Cale: Artificial Intelligence                                                    | 1985       | | [ 34 ]        |
| „Evidence“                                                                                         | John Cale                                                                  | John Cale: Sabotage/Live                                                              | 1979       | | [ 26 ]        |
| „Experiment Number 1“                                                                              | John Cale                                                                  | John Cale: Caribbean Sunset                                                           | 1984       | | [ 43 ]        |
| „Ex-Cathedra“                                                                                      | John Cale                                                                  | John Cale: Dream Interpretation                                                       | 2002       | | [ 44 ]        |
| „Eye to Eye“                                                                                       | John Cale                                                                  | John Cale: 23 Solo Pieces for La naissance de l'amour                                 | 1993       | | [ 13 ]        |
| „Face to the Sky“                                                                                  | John Cale                                                                  | John Cale: Shifty Adventures in Nookie Wood                                           | 2012       | | [ 75 ]        |
| „Faces and Names“                                                                                  | Lou Reed, John Cale                                                        | Lou Reed & John Cale: Songs for Drella                                                | 1990       | | [ 71 ]        |
| „Fadeaway Tomorrow“                                                                                | John Cale, Larry Sloman                                                    | John Cale: Artificial Intelligence                                                    | 1985       | | [ 34 ]        |
| „Fairweather Friend“                                                                               | John Cale                                                                  | John Cale: Vintage Violence                                                           | 1970       | | [ 2 ]         |
| „Faust“                                                                                            | John Cale                                                                  | John Cale: The Academy in Peril                                                       | 1972       | Skladba je součástí cyklu součástí cyklu „3 Orchestral Pieces“. | [ 1 ]         |
| „Fear Is a Man's Best Friend“                                                                      | John Cale                                                                  | John Cale: Fear                                                                       | 1974       | | [ 76 ]        |
| „Femme Fatale“                                                                                     | Lou Reed                                                                   | The Velvet Underground: The Velvet Underground & Nico                                 | 1967       | John Cale píseň vydal na svém albu Circus Live z roku 2007. | [ 77 ]        |
| „Fern Hill“                                                                                        | Terry Riley, Dylan Thomas                                                  |                                                                                       |            | Zhudebněná báseň Dylana Thomase, nahráno pro rozhlasovou stanici KPFA (90. léta), Cale pouze recituje a Terry Riley jej doprovází na klavír. |               |
| „Fever Dream 2024: You’re a Ghost“                                                                 | John Cale                                                                  | John Cale: Paris 1919 (reedice)                                                       | 2024       | Nová píseň nahraná v roce 2024 a vydaná jako bonus na reedici alba. | [ 78 ]        |
| „Fighter Pilot“                                                                                    | John Cale                                                                  | John Cale: Honi Soit                                                                  | 1981       | | [ 64 ]        |
| „First Evening“                                                                                    | Hector Zazou, Kent Condon                                                  | Hector Zazou: Sahara Blue                                                             | 1992       | Píseň pochází z alba francouzského hudebníka Hectora Zazoua, ale zpíval v ní John Cale. | [ 79 ]        |
| „Flashback 1 Does Not Equal 1“                                                                     | John Cale                                                                  | John Cale: Antártida                                                                  | 1995       | | [ 17 ]        |
| „Flashback 1 Does Not Equal 2“                                                                     | John Cale                                                                  | John Cale: Antártida                                                                  | 1995       | | [ 17 ]        |
| „Flashback 1 Does Not Equal 3“                                                                     | John Cale                                                                  | John Cale: Antártida                                                                  | 1995       | | [ 17 ]        |
| „Flashback 1 Does Not Equal 4“                                                                     | John Cale                                                                  | John Cale: Antártida                                                                  | 1995       | | [ 17 ]        |
| „Flashback 1 Does Not Equal 5“                                                                     | John Cale                                                                  | John Cale: Antártida                                                                  | 1995       | | [ 17 ]        |
| „Flashback 3“                                                                                      | John Cale                                                                  | John Cale: Antártida                                                                  | 1995       | | [ 17 ]        |
| „Flying Seagulls“                                                                                  | John Cale                                                                  |                                                                                       |            | John Cale tuto píseň hrál při koncertech v roce 1981. | [ 18 ]        |
| „Footsteps“                                                                                        | Brian Eno, John Cale                                                       | Brian Eno & John Cale: Wrong Way Up                                                   | 1990       | | [ 29 ]        |
| „For a Ride“                                                                                       | John Cale                                                                  | John Cale: Black Acetate                                                              | 2005       | | [ 80 ]        |
| „Forever Changed“                                                                                  | Lou Reed, John Cale                                                        | Lou Reed & John Cale: Songs for Drella                                                | 1990       | | [ 71 ]        |
| „Frame Up“                                                                                         | John Cale                                                                  | John Cale: Antártida                                                                  | 1995       | | [ 17 ]        |
| „First Train to Heaven“                                                                            | John Cale                                                                  | John Cale: N'oublie pas que tu vas mourir                                             | 1995       | | [ 7 ]         |
| „Fucking Your Neighbour's Wife“                                                                    | John Cale                                                                  |                                                                                       |            | John Cale tuto píseň hrál při koncertech v letech 1979 až 1981; roku 1978 jí rovněž společně s Ianem Hunterem, Corkym Laingem a Mickem Ronsonem nahrál ve studiu, ale nikdy nevyšla. |               |
| „Funkball the Brewster“                                                                            | John Cale                                                                  | John Cale: POPtical Illusion                                                          | 2024       | | [ 12 ]        |
| „Gatorville & Points East“                                                                         | John Cale                                                                  | John Cale: Walking on Locusts                                                         | 1996       | | [ 50 ]        |
| „Get Away“                                                                                         | John Cale                                                                  | John Cale: Antártida                                                                  | 1995       | | [ 17 ]        |
| „Ghost Story“                                                                                      | John Cale                                                                  | John Cale: Vintage Violence                                                           | 1970       | | [ 2 ]         |
| „Gideon's Bible“                                                                                   | John Cale                                                                  | John Cale: Vintage Violence                                                           | 1970       | | [ 2 ]         |
| „The Gift“                                                                                         | Lou Reed, John Cale, Sterling Morrison, Maureen Tucker                     | The Velvet Underground: White Light/White Heat                                        | 1968       | | [ 81 ]        |
| „Glen Gould at Work and Play“                                                                      | John Cale                                                                  |                                                                                       |            | John Cale tuto klavírní skladbu hrál při koncertu dne 22. ledna 2010 v australském Hobartu | [ 82 ]        |
| „Go West“                                                                                          | Chris Spedding, John Cale, Jody Beach                                      | Chris Spedding: Enemy Within                                                          | 1986       | Jody Beach, Speddingova manželka a sestra Caleovy manželky, je minoritní spoluautorkou. | [ 83 ]        |
| „God Made Me Do It (don't ask me again)“                                                           | John Cale                                                                  | John Cale: POPtical Illusion                                                          | 2024       | | [ 12 ]        |
| „Gold and Crimson“                                                                                 | John Cale                                                                  | John Cale: N'oublie pas que tu vas mourir                                             | 1995       | | [ 7 ]         |
| „Graham Greene“                                                                                    | John Cale                                                                  | John Cale: Paris 1919                                                                 | 1973       | | [ 14 ]        |
| „Grandfather's House“                                                                              | Brian Eno, John Cale                                                       | Brian Eno & John Cale: Wrong Way Up (reedice)                                         | 2005       | Skladba na původním vydání alba Wrong Way Up z roku 1990 nevyšla; vyšla až na jeho reedici z roku 2005. | [ 84 ]        |
| „Gravel Drive“                                                                                     | John Cale                                                                  | John Cale: Black Acetate                                                              | 2005       | | [ 80 ]        |
| „Greedy“                                                                                           | Mark Vernon, John Cale                                                     | Big Vern: Lullabies for Lager Louts                                                   | 1989       | | [ 6 ]         |
| „Guess I'm Falling in Love“                                                                        | Lou Reed, John Cale, Sterling Morrison, Maureen Tucker                     | The Velvet Underground: Another View                                                  | 1986       | | [ 54 ]        |
| „Gun“                                                                                              | John Cale                                                                  | John Cale: Fear                                                                       | 1974       | | [ 85 ]        |
| „Guts“                                                                                             | John Cale                                                                  | John Cale: Slow Dazzle                                                                | 1975       | | [ 59 ]        |
| „Hadrian Was Here“                                                                                 | John Cale                                                                  | John Cale: N'oublie pas que tu vas mourir                                             | 1995       | | [ 7 ]         |
| „Half Past France“                                                                                 | John Cale                                                                  | John Cale: Paris 1919                                                                 | 1973       | | [ 14 ]        |
| „The Hall of Mirrors in the Palace at Versailles“                                                  | John Cale, Terry Riley                                                     | John Cale & Terry Riley: Church of Anthrax                                            | 1971       | | [ 49 ]        |
| „Hallelujah“                                                                                       | Leonard Cohen                                                              | různí: I'm Your Fan                                                                   | 1991       | | [ 86 ]        |
| „The Hanging“                                                                                      | John Cale                                                                  | John Cale: Extra Playful                                                              | 2011       | | [ 35 ]        |
| „Hanky Panky Nohow“                                                                                | John Cale                                                                  | John Cale: Paris 1919                                                                 | 1973       | | [ 14 ]        |
| „Hatred“                                                                                           | John Cale                                                                  | John Cale: Shifty Adventures in Nookie Wood                                           | 2012       | Píseň v základní verzi alba Shifty Adventures in Nookie Wood nevyšla; byla vydána jako bonus na jeho speciální verzi. | [ 58 ]        |
| „Heartbreak Hotel“                                                                                 | Mae Boren Axton, Tommy Durden, Elvis Presley                               | John Cale: Slow Dazzle                                                                | 1975       | | [ 59 ]        |
| „Hedda Gabler“                                                                                     | John Cale                                                                  | John Cale: Animal Justice                                                             | 1977       | | [ 46 ]        |
| „Helen of Troy“                                                                                    | John Cale                                                                  | John Cale: Helen of Troy                                                              | 1975       | | [ 25 ]        |
| „Helium Sunset“                                                                                    | An Pierlé                                                                  |                                                                                       |            | John Cale tuto píseň hrál spolu se zpěvačkou An Pierlé při koncertu v roce 2001. | [ 87 ]        |
| „Hello It's Me“                                                                                    | Lou Reed, John Cale                                                        | Lou Reed & John Cale: Songs for Drella                                                | 1990       | | [ 71 ]        |
| „Hello There“                                                                                      | John Cale                                                                  | John Cale: Vintage Violence                                                           | 1970       | | [ 2 ]         |
| „Hemingway“                                                                                        | John Cale                                                                  | John Cale: Shifty Adventures in Nookie Wood                                           | 2012       | | [ 75 ]        |
| „Heroin“                                                                                           | Lou Reed                                                                   | The Velvet Underground: The Velvet Underground & Nico                                 | 1967       | John Cale píseň hrál při svých koncertech v letech 2016 a 2017, při nichž hrál výhradně písně The Velvet Underground. |               |
| „Hey Mr. Rain“                                                                                     | Lou Reed, John Cale, Sterling Morrison, Maureen Tucker                     | The Velvet Underground: Another View                                                  | 1986       | | [ 54 ]        |
| „Hey Ray“                                                                                          | John Cale                                                                  | John Cale: Extra Playful                                                              | 2011       | | [ 35 ]        |
| „Here She Comes Now“                                                                               | Lou Reed, John Cale, Sterling Morrison                                     | The Velvet Underground: White Light/White Heat                                        | 1968       | | [ 81 ]        |
| „The High and Mighty Road“                                                                         | John Cale, Bob Neuwirth                                                    | John Cale & Bob Neuwirth: Last Day on Earth                                           | 1994       | | [ 15 ]        |
| „Honi Soit (La Première Leçon de Français)“                                                        | John Cale                                                                  | John Cale: Honi Soit                                                                  | 1981       | | [ 64 ]        |
| „Hot Scoria“                                                                                       | John Cale, Angus MacLise                                                   | John Cale: Dream Interpretation                                                       | 2002       | | [ 44 ]        |
| „How We See the Light“                                                                             | John Cale                                                                  | John Cale: POPtical Illusion                                                          | 2024       | | [ 12 ]        |
| „Hunger“                                                                                           | Hector Zazou                                                               | Hector Zazou: Sahara Blue                                                             | 1992       | Píseň pochází z alba francouzského hudebníka Hectora Zazoua, ale zpíval v ní John Cale. | [ 79 ]        |
| „Hungry for Love“                                                                                  | John Cale, David Young                                                     | John Cale: Caribbean Sunset                                                           | 1984       | | [ 43 ]        |
| „The Hunt“                                                                                         | John Cale, David Young                                                     | John Cale: Caribbean Sunset                                                           | 1984       | | [ 43 ]        |
| „Hush“                                                                                             | John Cale                                                                  | John Cale: Black Acetate                                                              | 2005       | | [ 80 ]        |
| „I Believe“                                                                                        | Lou Reed, John Cale                                                        | Lou Reed & John Cale: Songs for Drella                                                | 1990       | | [ 71 ]        |
| „I Keep a Close Watch“                                                                             | John Cale                                                                  | John Cale: Helen of Troy                                                              | 1975       | | [ 25 ]        |
| „I Know You're Happy“                                                                              | John Cale                                                                  | John Cale: Mercy                                                                      | 2023       | | [ 74 ]        |
| „I Told Here I Was Blind“                                                                          | John Cale                                                                  |                                                                                       |            | John Cale tuto píseň hrál při koncertech. |               |
| „I Wanna Be Around“                                                                                | Sadie Vimmerstedt, Johnny Mercer                                           | Jools Holland: Small World Big Band                                                   | 2001       | | [ 88 ]        |
| „I Wanna Talk 2 U“                                                                                 | John Cale, Brian Burton                                                    | John Cale: Shifty Adventures in Nookie Wood                                           | 2012       | | [ 75 ]        |
| „I'll Be Your Mirror“                                                                              | Lou Reed                                                                   | The Velvet Underground: The Velvet Underground & Nico                                 | 1967       | John Cale píseň hrál při svých koncertech v letech 2016 a 2017, při nichž hrál výhradně písně The Velvet Underground. |               |
| „I Will Do It, I Will Do It“                                                                       | John Cale                                                                  | John Cale: 23 Solo Pieces for La naissance de l'amour                                 | 1993       | | [ 13 ]        |
| „I'm Angry“                                                                                        | John Cale                                                                  | John Cale: POPtical Illusion                                                          | 2024       | | [ 12 ]        |
| „I'm Gonna Move Right In“                                                                          | Lou Reed, John Cale, Sterling Morrison, Maureen Tucker                     | The Velvet Underground: Another View                                                  | 1986       | | [ 54 ]        |
| „I'm Not the Loving Kind“                                                                          | John Cale                                                                  | John Cale: Slow Dazzle                                                                | 1975       | | [ 59 ]        |
| „Iceberg I“                                                                                        | John Cale                                                                  | John Cale: Nico: Dance Music                                                          | 1998       | | [ 65 ]        |
| „Iceberg II“                                                                                       | John Cale                                                                  | John Cale: Nico: Dance Music                                                          | 1998       | | [ 65 ]        |
| „Ides of March“                                                                                    | John Cale, Terry Riley                                                     | John Cale & Terry Riley: Church of Anthrax                                            | 1971       | | [ 49 ]        |
| „If I Were Tickled by the Rub of Love“                                                             | John Cale, Dylan Thomas                                                    |                                                                                       |            | John Cale tuto zhudebněnou báseň Dylana Thomase hrál při vystoupení v roce 1999. | [ 63 ]        |
| „If You Love Me No More…“                                                                          | John Cale                                                                  | John Cale: 23 Solo Pieces for La naissance de l'amour                                 | 1993       | | [ 13 ]        |
| „If You Were Still Around“                                                                         | John Cale, Sam Shepard                                                     | John Cale: Music for a New Society                                                    | 1982       | | [ 36 ]        |
| „I'm Waiting for the Man“                                                                          | Lou Reed                                                                   | The Velvet Underground: The Velvet Underground & Nico                                 | 1967       | John Cale píseň „I'm Waiting for the Man“ vydal na svém albu John Cale Comes Alive v roce 1984. | [ 89 ]        |
| „Images“                                                                                           | Lou Reed, John Cale                                                        | Lou Reed & John Cale: Songs for Drella                                                | 1990       | | [ 71 ]        |
| „Imitating Violin“                                                                                 | John Cale                                                                  | John Cale: bonus ke knize Sedition and Alchemy                                        | 2003       | | [ 90 ]        |
| „In a Flood“                                                                                       | John Cale                                                                  | John Cale: Black Acetate                                                              | 2005       | | [ 80 ]        |
| „In My Craft or Sullen Art“                                                                        | John Cale, Dylan Thomas                                                    |                                                                                       |            | John Cale tuto zhudebněnou báseň Dylana Thomase hrál při vystoupení v roce 1999. | [ 63 ]        |
| „In the Backroom“                                                                                  | Brian Eno, John Cale                                                       | Brian Eno & John Cale: Wrong Way Up                                                   | 1990       | | [ 29 ]        |
| „In the Library of Force“                                                                          | John Cale                                                                  | John Cale: Music for a New Society (reedice)                                          | 1993       | Skladba na původním vydání alba Music for a New Society z roku 1982 nevyšla, vyšla až na jeho pozdějších reedicích. | [ 91 ]        |
| „Indistinct Notion of Cool“                                                                        | John Cale                                                                  | John Cale: Walking on Locusts                                                         | 1996       | | [ 50 ]        |
| „Instrumental“                                                                                     | John Cale, Bob Neuwirth                                                    | John Cale & Bob Neuwirth: Last Day on Earth                                           | 1994       | | [ 15 ]        |
| „The Insult“                                                                                       | Dimitri Tikovoi, John Cale, Rupert Thomson                                 | Trash Palace: Positions                                                               | 2002       | | [ 92 ]        |
| „Interlude I“                                                                                      | John Cale                                                                  | John Cale: Words for the Dying                                                        | 1989       | Skladba byla součástí cyklu „The Falklands Suite“. | [ 68 ]        |
| „Interlude II“                                                                                     | John Cale                                                                  | John Cale: Words for the Dying                                                        | 1989       | Skladba byla součástí cyklu „The Falklands Suite“. | [ 68 ]        |
| „Intro“                                                                                            | John Cale                                                                  | John Cale: The Academy in Peril                                                       | 1972       | | [ 1 ]         |
| „Introduction“                                                                                     | John Cale                                                                  | John Cale: Words for the Dying                                                        | 1989       | Skladba byla součástí cyklu „The Falklands Suite“. | [ 68 ]        |
| „Invention of Language“                                                                            | John Cale                                                                  | John Cale: POPtical Illusion                                                          | 2024       | Píseň v základní verzi alba POPtical Illusion nevyšla; byla vydána jako bonus na jeho japonské verzi. | [ 93 ]        |
| „Ironic Trumpet“                                                                                   | John Cale                                                                  | John Cale: Saint-Cyr                                                                  | 2000       | | [ 94 ]        |
| „It Was a Pleasure Then“                                                                           | John Cale, Lou Reed, Nico                                                  | Nico: Chelsea Girl                                                                    | 1967       | | [ 95 ]        |
| „It Wasn't Me“                                                                                     | Lou Reed, John Cale                                                        | Lou Reed & John Cale: Songs for Drella                                                | 1990       | | [ 71 ]        |
| „Jack the Ripper“                                                                                  | John Cale                                                                  | různí: These People Are Nuts!                                                         | 1990       | Skladba „Jack the Ripper“ měla být vydána v roce 1977 jako singl, ale sešlo z toho. Poprvé vyšla až v roce 1990 na kompilačním albu These People Are Nuts! vydaném společností I.R.S. Records. V roce 1994 vyšla na Caleově kompilačním albu Seducing Down the Door.                                                                                         | [ 96 ]        |
| „The Jeweller“                                                                                     | John Cale                                                                  | John Cale: Slow Dazzle                                                                | 1975       | | [ 59 ]        |
| „Jim“                                                                                              | John Cale                                                                  | John Cale: Nico: Dance Music                                                          | 1998       | | [ 65 ]        |
| „John Milton“                                                                                      | John Cale                                                                  | John Cale: The Academy in Peril                                                       | 1972       | | [ 1 ]         |
| „Judith“                                                                                           | John Cale                                                                  | John Cale: 23 Solo Pieces for La naissance de l'amour                                 | 1993       | | [ 13 ]        |
| „Jumbo (In Tha Modern World)“                                                                      | John Cale                                                                  | John Cale – singl                                                                     | 2006       | | [ 97 ]        |
| „Keep It to Yourself“                                                                              | John Cale                                                                  | John Cale: 23 Solo Pieces for La naissance de l'amour                                 | 1993       | | [ 13 ]        |
| „King Harry“                                                                                       | John Cale                                                                  | John Cale: The Academy in Peril                                                       | 1972       | | [ 62 ]        |
| „Kiss My Once More My Love“                                                                        | John Cale                                                                  | John Cale: N'oublie pas que tu vas mourir                                             | 1995       | | [ 7 ]         |
| „La Defense/Metro“                                                                                 | John Cale                                                                  | John Cale: Process                                                                    | 2005       | | [ 22 ]        |
| „La naissance de l'amour I“                                                                        | John Cale                                                                  | John Cale: 23 Solo Pieces for La naissance de l'amour                                 | 1993       | | [ 13 ]        |
| „La naissance de l'amour II“                                                                       | John Cale                                                                  | John Cale: 23 Solo Pieces for La naissance de l'amour                                 | 1993       | | [ 13 ]        |
| „La naissance de l'amour III“                                                                      | John Cale                                                                  | John Cale: 23 Solo Pieces for La naissance de l'amour                                 | 1993       | | [ 13 ]        |
| „La naissance de l'amour IV“                                                                       | John Cale                                                                  | John Cale: 23 Solo Pieces for La naissance de l'amour                                 | 1993       | | [ 13 ]        |
| „Lady Godiva's Operation“                                                                          | Lou Reed                                                                   | The Velvet Underground: White Light/White Heat                                        | 1968       | Přestože je píseň dílem Lou Reeda, zpíval v ní John Cale. | [ 98 ]        |
| „Lament“                                                                                           | John Cale, Dylan Thomas                                                    |                                                                                       |            | John Cale tuto píseň hrál během turné v roce 1998 a znovu v roce 2003. | [ 18 ]        |
| „Laughing in My Sleep“                                                                             | John Cale                                                                  | John Cale: POPtical Illusion                                                          | 2024       | | [ 12 ]        |
| „Last Night I Said Goodbye to My Friend“                                                           | John Cale, Lou Reed, Maureen Tucker                                        |                                                                                       |            | John Cale, Lou Reed a Maureen Tucker tuto píseň zahráli u příležitosti uvádění do Rock and Roll Hall of Fame v roce 1996. | [ 99 ]        |
| „Last Train to Bosnia“                                                                             | John Cale                                                                  | John Cale: N'oublie pas que tu vas mourir                                             | 1995       | | [ 7 ]         |
| „Lay My Love“                                                                                      | Brian Eno, John Cale                                                       | Brian Eno & John Cale: Wrong Way Up                                                   | 1990       | | [ 29 ]        |
| „Lazy Day“                                                                                         | John Cale                                                                  | John Cale: singl                                                                      | 2020       | | [ 100 ]       |
| „Leaving It Up to You“                                                                             | John Cale                                                                  | John Cale: Helen of Troy                                                              | 1975       | | [ 25 ]        |
| „The Legal Status of Ice“                                                                          | John Cale                                                                  | John Cale: Mercy                                                                      | 2023       | | [ 74 ]        |
| „Legs Larry at Television Centre“                                                                  | John Cale                                                                  | John Cale: The Academy in Peril                                                       | 1972       | | [ 1 ]         |
| „Let All Mortal Flesh Keep Silence“                                                                |                                                                            |                                                                                       |            | John Cale tuto píseň, původně starověký chorál, hrál při koncertech v roce 1980 jako součást cyklu „The Nine Lives of Gordon Liddy“. | [ 51 ]        |
| „Letter from Abroad“                                                                               | John Cale                                                                  | John Cale: HoboSapiens                                                                | 2003       | | [ 20 ]        |
| „Lie Still, Sleep Becalmed“                                                                        | John Cale, Dylan Thomas                                                    | John Cale: Words for the Dying                                                        | 1989       | Skladba byla součástí cyklu „The Falklands Suite“. | [ 68 ]        |
| „Little Sister“                                                                                    | John Cale, Lou Reed                                                        | Nico: Chelsea Girl                                                                    | 1967       | | [ 95 ]        |
| „Living in Moonlight“                                                                              | John Cale, Larry Sloman                                                    |                                                                                       |            | John Cale tuto píseň hrál při koncertech v roce 1987. | [ 101 ]       |
| „Living with You“                                                                                  | John Cale                                                                  | John Cale: Shifty Adventures in Nookie Wood                                           | 2012       | | [ 75 ]        |
| „The Long Voyage“                                                                                  | Hector Zazou                                                               | Hector Zazou: Chansons des mers froides                                               | 1994       | Píseň pochází z alba francouzského hudebníka Hectora Zazoua, ale zpíval v ní John Cale. | [ 102 ]       |
| „Look Horizon“                                                                                     | John Cale                                                                  | John Cale: HoboSapiens                                                                | 2003       | | [ 20 ]        |
| „Loop“                                                                                             | John Cale                                                                  | The Velvet Underground: singl                                                         | 1966       | Přestože skladba vyšla pod hlavičkou skupiny The Velvet Underground, nahrál ji sám Cale, který je rovněž jejím jediným autorem. | [ 103 ]       |
| „Love Me Two Times“                                                                                | Jim Morrison, Robby Krieger, Ray Manzarek, John Densmore                   | John Cale: Live at Rockpalast                                                         | 2010       | | [ 104 ]       |
| „Love Scene“                                                                                       | John Cale                                                                  | John Cale: Somewhere in the City                                                      | 1998       | | [ 70 ]        |
| „Love Your Enemies“                                                                                | John Cale, William S. Burroughs                                            | různí: Dead City Radio                                                                | 1990       | | [ 4 ]         |
| „Macbeth“                                                                                          | John Cale                                                                  | John Cale: Paris 1919                                                                 | 1973       | | [ 14 ]        |
| „Madonna's Blues“                                                                                  | John Cale                                                                  | John Cale: N'oublie pas que tu vas mourir                                             | 1995       | | [ 7 ]         |
| „Magazines“                                                                                        | John Cale, David Young                                                     | John Cale: Caribbean Sunset                                                           | 1984       | | [ 43 ]        |
| „Magic & Lies“                                                                                     | John Cale                                                                  | John Cale: Honi Soit                                                                  | 1981       | | [ 64 ]        |
| „Magritte“                                                                                         | John Cale                                                                  | John Cale: HoboSapiens                                                                | 2003       | | [ 20 ]        |
| „Mailman (The Lying Song)“                                                                         | John Cale                                                                  | John Cale: Black Acetate                                                              | 2005       | | [ 80 ]        |
| „The Man Who Couldn't Afford to Orgy“                                                              | John Cale                                                                  | John Cale: Fear                                                                       | 1974       | | [ 105 ]       |
| „Maps of the World“                                                                                | John Cale, Bob Neuwirth                                                    | John Cale & Bob Neuwirth: Last Day on Earth                                           | 1994       | | [ 15 ]        |
| „Maria's Appartement“                                                                              | John Cale                                                                  | John Cale: Antártida                                                                  | 1995       | | [ 17 ]        |
| „Maria's Dream“                                                                                    | John Cale                                                                  | John Cale: Antártida                                                                  | 1995       | | [ 17 ]        |
| „Marie's Car Crash & Hotel Rooms“                                                                  | John Cale                                                                  | John Cale: 23 Solo Pieces for La naissance de l'amour                                 | 1993       | | [ 13 ]        |
| „Marta and Frankie“                                                                                | John Cale                                                                  | John Cale: Somewhere in the City                                                      | 1998       | | [ 70 ]        |
| „Martyrs and Madmen“                                                                               | John Cale                                                                  | John Cale: N'oublie pas que tu vas mourir                                             | 1995       | | [ 7 ]         |
| „Mary“                                                                                             | John Cale                                                                  | John Cale: Shifty Adventures in Nookie Wood                                           | 2012       | | [ 75 ]        |
| „Mary Lou“                                                                                         | John Cale                                                                  | John Cale: Guts                                                                       | 1977       | Píseň „Mary Lou“ na původním vydání alba Helen of Troy z roku 1975 nevyšla; vyšla až na jeho reedici z roku 2008. V roce 1977 rovněž vyšla na kompilaci Guts. |               |
| „Marilyn Monroe's Legs (Beauty Elsewhere)“                                                         | John Cale                                                                  | John Cale: Mercy                                                                      | 2023       | | [ 74 ]        |
| „Memphis“                                                                                          | Chuck Berry                                                                | John Cale: Animal Justice                                                             | 1977       | | [ 46 ]        |
| „Mercenaries (Ready for War)“                                                                      | John Cale                                                                  | John Cale: Sabotage/Live                                                              | 1979       | | [ 26 ]        |
| „Mercy“                                                                                            | John Cale                                                                  | John Cale: Mercy                                                                      | 2023       | | [ 74 ]        |
| „Midnight Feast“                                                                                   | John Cale                                                                  | John Cale: Shifty Adventures in Nookie Wood                                           | 2012       | | [ 66 ]        |
| „Midnight Rain of Green Wrens at the World's Tallest Building“                                     | John Cale, Tony Conrad                                                     | John Cale: Dream Interpretation                                                       | 2002       | | [ 44 ]        |
| „Model Beirut Recital“                                                                             | John Cale, David Young                                                     | John Cale: Caribbean Sunset                                                           | 1984       | | [ 43 ]        |
| „Modelling“                                                                                        | John Cale                                                                  | John Cale: Nico: Dance Music                                                          | 1998       | | [ 65 ]        |
| „Modern World“                                                                                     | John Cale, Bob Neuwirth                                                    | John Cale & Bob Neuwirth: Last Day on Earth                                           | 1994       | | [ 15 ]        |
| „Momamma Scuba“                                                                                    | John Cale                                                                  | John Cale: Fear                                                                       | 1974       | | [ 28 ]        |
| „Mothra“                                                                                           | John Cale                                                                  | John Cale: Shifty Adventures in Nookie Wood                                           | 2012       | | [ 75 ]        |
| „The Moon“                                                                                         | John Cale, Jack Kerouac                                                    | různí: Kerouac: Kicks Joy Darkness                                                    | 1997       | | [ 106 ]       |
| „Moonstruck (Nico's Song)“                                                                         | John Cale                                                                  | John Cale: Mercy                                                                      | 2023       | | [ 74 ]        |
| „Mr. Sparrow“                                                                                      | John Cale                                                                  | různí: For the Birds: The Birdsong Project                                            | 2022       | | [ 107 ]       |
| „Mr. Wilson“                                                                                       | John Cale                                                                  | John Cale: Slow Dazzle                                                                | 1975       | | [ 59 ]        |
| „Murdering Mouth“                                                                                  | John Cale, Siouxsie Sioux                                                  |                                                                                       |            | John Cale tuto píseň hrál při koncertech v roce 1998 jako duet se zpěvačkou Siouxsie Sioux. | [ 108 ]       |
| „Museum“                                                                                           | John Cale                                                                  | John Cale: Process                                                                    | 2005       | | [ 22 ]        |
| „My Funny Valentine“                                                                               | Richard Rodgers, Lorenz Hart                                               |                                                                                       |            | John Cale tuto píseň hrál při koncertech v roce 1999. |               |
| „My Maria“                                                                                         | John Cale                                                                  | John Cale: Helen of Troy                                                              | 1975       | | [ 25 ]        |
| „My Piano Thanks You for Visiting“                                                                 | John Cale                                                                  | John Cale: Le Vent de la nuit                                                         | 1999       | | [ 23 ]        |
| „Myfanwy“                                                                                          | Joseph Parry, Richard Davies                                               |                                                                                       |            | John Cale tuto píseň hrál při koncertech. | [ 109 ]       |
| „Mysterious Relief“                                                                                | John Cale                                                                  | John Cale: 23 Solo Pieces for La naissance de l'amour                                 | 1993       | | [ 13 ]        |
| „Naples“                                                                                           | John Cale                                                                  | John Cale: Le Vent de la nuit                                                         | 1999       | | [ 23 ]        |
| „Naranjo en flor“                                                                                  | Virgilio Expósito, Homero Expósito                                         |                                                                                       |            | John Cale tuto píseň zpívá ve filmu Salamandra za doprovodu skupiny Pequeña orquesta reincidentes. | [ 110 ]       |
| „Need Your Loving“                                                                                 | John Cale                                                                  |                                                                                       |            | Přestože byla skladba „Need Your Loving“ nahrána během nahrávání alba Honi Soit, nakonec nikdy nebyla vydána. | [ 111 ]       |
| „Nervous and Blue“                                                                                 | Sven Regener, Richard Pappik, Paul Lukas, Jakob Ilja Friderichs, John Cale | Element of Crime: Try to be Mensch                                                    | 1987       | | [ 21 ]        |
| „Never Been So Happy (… In Lonely Streets)“                                                        | John Cale                                                                  | John Cale: 23 Solo Pieces for La naissance de l'amour                                 | 1993       | | [ 13 ]        |
| „Never Give Up On You“                                                                             | John Cale, David Young, Andy Heermans, David Lichtenstein                  | John Cale: John Cale Comes Alive                                                      | 1984       | | [ 112 ]       |
| „Never Seen Anything So Beautiful“                                                                 | John Cale                                                                  | John Cale: N'oublie pas que tu vas mourir                                             | 1995       | | [ 7 ]         |
| „New York Underground“                                                                             | John Cale                                                                  | John Cale: Nico: Dance Music                                                          | 1998       | | [ 65 ]        |
| „News of Nicholas“                                                                                 | John Cale                                                                  | John Cale: POPtical Illusion                                                          | 2024       | Píseň v základní verzi alba POPtical Illusion nevyšla; byla vydána jako bonus na jeho speciální verzi. | [ 31 ]        |
| „Night Club Theme“                                                                                 | John Cale                                                                  | John Cale: Nico: Dance Music                                                          | 1998       | | [ 65 ]        |
| „Night Crawling“                                                                                   | John Cale                                                                  | John Cale: Mercy                                                                      | 2023       | | [ 74 ]        |
| „No More Stalins, No More Hitlers“                                                                 | John Cale, William S. Burroughs                                            | různí: Dead City Radio                                                                | 1990       | | [ 4 ]         |
| „Nobody But You“                                                                                   | Lou Reed, John Cale                                                        | Lou Reed & John Cale: Songs for Drella                                                | 1990       | | [ 71 ]        |
| „Noise of You“                                                                                     | John Cale                                                                  | John Cale: Mercy                                                                      | 2023       | | [ 74 ]        |
| „Nookie Wood“                                                                                      | John Cale                                                                  | John Cale: Shifty Adventures in Nookie Wood                                           | 2012       | | [ 75 ]        |
| „Not the End of the World“                                                                         | John Cale                                                                  | John Cale: Mercy                                                                      | 2023       | | [ 74 ]        |
| „Ocean Life“                                                                                       | John Cale, Bob Neuwirth                                                    | John Cale & Bob Neuwirth: Last Day on Earth                                           | 1994       | | [ 15 ]        |
| „October Procession“                                                                               | John Cale, Terry Riley                                                     |                                                                                       |            | Přestože byla skladba „October Procession“ nahrána během nahrávání alba Church of Anthrax, nakonec nikdy nebyla vydána. | [ 113 ]       |
| „Old China“                                                                                        | John Cale, Bob Neuwirth                                                    | John Cale & Bob Neuwirth: Last Day on Earth                                           | 1994       | | [ 15 ]        |
| „On a Wedding Anniversary“                                                                         | John Cale, Dylan Thomas                                                    | John Cale: Words for the Dying                                                        | 1989       | Skladba byla součástí cyklu „The Falklands Suite“. | [ 68 ]        |
| „On the Dark Side“                                                                                 | John Cale                                                                  | John Cale: 23 Solo Pieces for La naissance de l'amour                                 | 1993       | | [ 13 ]        |
| „On the Road to Germany“                                                                           | John Cale                                                                  | John Cale: Le Vent de la nuit                                                         | 1999       | | [ 23 ]        |
| „On the Road to Portofino“                                                                         | John Cale                                                                  | John Cale: Le Vent de la nuit                                                         | 1999       | | [ 23 ]        |
| „On the Road to Turin“                                                                             | John Cale                                                                  | John Cale: Le Vent de la nuit                                                         | 1999       | | [ 23 ]        |
| „On the Waterfront“                                                                                | John Cale                                                                  | John Cale: Antártida                                                                  | 1995       | | [ 17 ]        |
| „One Word“                                                                                         | Brian Eno, John Cale                                                       | Brian Eno & John Cale: Wrong Way Up                                                   | 1990       | | [ 29 ]        |
| „Only Time Will Tell“                                                                              | John Cale                                                                  | John Cale: Sabotage/Live                                                              | 1979       | | [ 26 ]        |
| „Ooh La La“                                                                                        | John Cale, Larry Sloman                                                    | John Cale: John Cale Comes Alive                                                      | 1984       | | [ 112 ]       |
| „Open House“                                                                                       | Lou Reed, John Cale                                                        | Lou Reed & John Cale: Songs for Drella                                                | 1990       | | [ 71 ]        |
| „Opening Theme“                                                                                    | John Cale                                                                  | John Cale: Saint-Cyr                                                                  | 2000       | | [ 94 ]        |
| „Opening Theme No 2“                                                                               | John Cale                                                                  | John Cale: Saint-Cyr                                                                  | 2000       | | [ 94 ]        |
| „Opposites Attract“                                                                                | John Cale                                                                  | John Cale: 23 Solo Pieces for La naissance de l'amour                                 | 1993       | | [ 13 ]        |
| „Out of China“                                                                                     | John Cale                                                                  | John Cale: Nico: Dance Music                                                          | 1998       | | [ 65 ]        |
| „Out Your Window“                                                                                  | John Cale                                                                  | John Cale: Mercy                                                                      | 2023       | | [ 74 ]        |
| „Outta the Bag“                                                                                    | John Cale                                                                  | John Cale: Black Acetate                                                              | 2005       | | [ 80 ]        |
| „Over Her Head“                                                                                    | John Cale                                                                  | John Cale: HoboSapiens                                                                | 2003       | | [ 20 ]        |
| „Overture: A Tourist, A Contact, A Prisoner“                                                       | John Cale, Bob Neuwirth                                                    | John Cale & Bob Neuwirth: Last Day on Earth                                           | 1994       | | [ 15 ]        |
| „Pablo Picasso“                                                                                    | Jonathan Richman                                                           | John Cale: Helen of Troy                                                              | 1975       | | [ 25 ]        |
| „Packing Books“                                                                                    | John Cale                                                                  | John Cale: Process                                                                    | 2005       | | [ 22 ]        |
| „Palanquin“                                                                                        | Brian Eno, John Cale                                                       | Brian Eno & John Cale: Wrong Way Up (reedice)                                         | 2005       | Skladba na původním vydání alba Wrong Way Up z roku 1990 nevyšla; vyšla až na jeho reedici z roku 2005. | [ 84 ]        |
| „Paradise Nevada“                                                                                  | John Cale, Bob Neuwirth                                                    | John Cale & Bob Neuwirth: Last Day on Earth                                           | 1994       | | [ 15 ]        |
| „Paris s'eveille“                                                                                  | John Cale                                                                  | John Cale: Paris s'eveille – suivi d'autres compositions                              | 1991       | | [ 16 ]        |
| „Paris 1919“                                                                                       | John Cale                                                                  | John Cale: Paris 1919                                                                 | 1973       | | [ 14 ]        |
| „Pasodoble Mortal“                                                                                 | John Cale                                                                  | John Cale: Antártida                                                                  | 1995       | | [ 17 ]        |
| „Pastoral Angst“                                                                                   | John Cale, Bob Neuwirth                                                    | John Cale & Bob Neuwirth: Last Day on Earth                                           | 1994       | | [ 15 ]        |
| „Peace in the Rigging“                                                                             | John Cale                                                                  |                                                                                       |            | John Cale tuto klavírní skladbu hrál při koncertu dne 22. ledna 2010 v australském Hobartu. | [ 82 ]        |
| „Pennywhistle“                                                                                     | John Cale                                                                  | John Cale: Somewhere in the City                                                      | 1998       | | [ 70 ]        |
| „People Who Died“                                                                                  | Jim Carroll                                                                | John Cale: Antártida                                                                  | 1995       | | [ 114 ]       |
| „Perfect“                                                                                          | John Cale                                                                  | John Cale: Black Acetate                                                              | 2005       | | [ 80 ]        |
| „Perfect Moon“                                                                                     | John Cale, Patti Smith                                                     | Ivan Král: Nostalgia                                                                  | 1995       | | [ 115 ]       |
| „Perfection“                                                                                       | John Cale                                                                  | John Cale: Extra Playful                                                              | 2011       | | [ 35 ]        |
| „Peter Lorre“                                                                                      | John Cale                                                                  |                                                                                       |            | John Cale (zpěv, klávesy) tuto nevydanou píseň nahrál v roce 1999 s Garym Lucasem (kytara) |               |
| „The Philosopher“                                                                                  | John Cale                                                                  | John Cale: The Academy in Peril                                                       | 1972       | | [ 62 ]        |
| „Piano-La“                                                                                         | John Cale, David Bowie                                                     |                                                                                       |            | John Cale tuto píseň nahrál s Davidem Bowiem v roce 1978. | [ 116 ]       |
| „Picardy“                                                                                          | tradicionál                                                                |                                                                                       |            | John Cale tuto píseň nahrál v říjnu 1971, ale nikdy nevyšla. | [ 32 ]        |
| „Pillar Theme“                                                                                     | John Cale                                                                  | John Cale: Saint-Cyr                                                                  | 2000       | | [ 94 ]        |
| „Pillar Theme No 2“                                                                                | John Cale                                                                  | John Cale: Saint-Cyr                                                                  | 2000       | | [ 94 ]        |
| „Pile a L'heure“                                                                                   | John Cale                                                                  | John Cale: Extra Playful                                                              | 2011       | | [ 35 ]        |
| „Please“                                                                                           | John Cale                                                                  | John Cale: Vintage Violence                                                           | 1970       | | [ 2 ]         |
| „Post-Sex“                                                                                         | John Cale                                                                  | John Cale: Process                                                                    | 2005       | | [ 22 ]        |
| „Praetorian Underground“                                                                           | John Cale, David Young                                                     | John Cale: Caribbean Sunset                                                           | 1984       | | [ 43 ]        |
| „Prelude“                                                                                          | John Cale                                                                  | John Cale: M:FANS                                                                     | 2016       | | [ 27 ]        |
| „President Y Is Still Stable“                                                                      | John Cale                                                                  | John Cale: Le Vent de la nuit                                                         | 1999       | | [ 23 ]        |
| „Pretty People“                                                                                    | John Cale                                                                  | John Cale: Mercy                                                                      | 2023       | Píseň v základní verzi alba Mercy nevyšla; byla vydána jako bonus na jeho speciální verzi. | [ 117 ]       |
| „Primary Motive“                                                                                   | John Cale                                                                  | John Cale: Paris s'eveille – suivi d'autres compositions                              | 1991       | | [ 16 ]        |
| „The Protégé“                                                                                      | John Cale, Terry Riley                                                     | John Cale & Terry Riley: Church of Anthrax                                            | 1971       | | [ 49 ]        |
| „The Queen and Me“                                                                                 | Leonard Cohen                                                              | různí: More Fans                                                                      | 1991       | | [ 118 ]       |
| „Radiology“                                                                                        | John Cale                                                                  | John Cale: Process                                                                    | 2005       | | [ 22 ]        |
| „Rape“                                                                                             | hudba: John Cale; text: deerfrance                                         |                                                                                       |            | John Cale tuto píseň hrál při koncertech v letech 1978 a 1979. | [ 119 ]       |
| „Reading My Mind“                                                                                  | John Cale                                                                  | John Cale: HoboSapiens                                                                | 2003       | | [ 20 ]        |
| „Reading Poem“                                                                                     | John Cale                                                                  | John Cale: Process                                                                    | 2005       | | [ 22 ]        |
| „Rene Descartes in Berlin“                                                                         | John Cale                                                                  |                                                                                       |            | John Cale tuto píseň hrál při koncertech v roce 1995 jako součást cyklu „Songs from the Shimmer“. | [ 120 ]       |
| „A Refusal to Mourn the Death, by Fire, of a Child in London“                                      | John Cale, Dylan Thomas                                                    |                                                                                       |            | John Cale tuto zhudebněnou báseň Dylana Thomase hrál během představení u příležitostí stého výročí Vánočního příměří ve městě Mesen v Belgii dne 20. prosince 2014. | [ 39 ]        |
| „Ride into the Sun“                                                                                | Lou Reed, John Cale, Sterling Morrison, Maureen Tucker                     | The Velvet Underground: Another View                                                  | 1986       | | [ 54 ]        |
| „Ride the Poni“                                                                                    | John Cale                                                                  |                                                                                       |            | John Cale tuto píseň hrál při koncertech v roce 1981. | [ 18 ]        |
| „Risé, Sam and Rimsky-Korsakov“                                                                    | John Cale, Sam Shepard                                                     | John Cale: Music for a New Society                                                    | 1982       | | [ 121 ]       |
| „The River“                                                                                        | Brian Eno, John Cale                                                       | Brian Eno & John Cale: Wrong Way Up                                                   | 1990       | | [ 29 ]        |
| „Riverbank“                                                                                        | John Cale                                                                  | John Cale: Honi Soit                                                                  | 1981       | | [ 64 ]        |
| „Rollarol“                                                                                         | John Cale                                                                  | John Cale: Slow Dazzle                                                                | 1975       | | [ 122 ]       |
| „Roma“                                                                                             | John Cale                                                                  | John Cale: 23 Solo Pieces for La naissance de l'amour                                 | 1993       | | [ 13 ]        |
| „Rosegarden Funeral of Sores“                                                                      | John Cale                                                                  | John Cale: B-strana singlu „Mercenaries“                                              | 1980       | | [ 123 ]       |
| „Run Run Run“                                                                                      | Lou Reed                                                                   | The Velvet Underground: The Velvet Underground & Nico                                 | 1967       | John Cale píseň hrál při svých koncertech v letech 2016 a 2017, při nichž hrál výhradně písně The Velvet Underground. |               |
| „Running Out“                                                                                      | John Cale                                                                  | John Cale: POPtical Illusion                                                          | 2024       | Píseň v základní verzi alba POPtical Illusion nevyšla; byla vydána jako bonus na jeho japonské verzi. | [ 93 ]        |
| „Russian Roulette“                                                                                 | John Cale                                                                  | John Cale: Honi Soit                                                                  | 1981       | | [ 64 ]        |
| „Sabotage“                                                                                         | John Cale                                                                  | John Cale: Sabotage/Live                                                              | 1979       | | [ 26 ]        |
| „Salman Rushdie“                                                                                   | John Cale                                                                  |                                                                                       |            | John Cale tuto píseň hrál při koncertech v roce 1995 jako součást cyklu „Songs from the Shimmer“. | [ 120 ]       |
| „Sandman (Flying Dutchman)“                                                                        | John Cale                                                                  | John Cale: Shifty Adventures in Nookie Wood                                           | 2012       | | [ 75 ]        |
| „Sanctus (Four Etudes for Electronic Orchestra)“                                                   | John Cale                                                                  | John Cale: Paris s'eveille – suivi d'autres compositions                              | 1991       | | [ 16 ]        |
| „Sanities“                                                                                         | John Cale                                                                  | John Cale: Music for a New Society                                                    | 1982       | | [ 36 ]        |
| „Satellite Walk“                                                                                   | John Cale, Larry Sloman                                                    | John Cale: Artificial Intelligence                                                    | 1985       | | [ 34 ]        |
| „Satisfied“                                                                                        | John Cale                                                                  | John Cale: Black Acetate                                                              | 2005       | | [ 80 ]        |
| „Save Us“                                                                                          | John Cale                                                                  | John Cale: Helen of Troy                                                              | 1975       | | [ 25 ]        |
| „The Second Fortress“                                                                              | John Cale                                                                  | John Cale: Sun Blindness Music                                                        | 2001       | | [ 124 ]       |
| „Secret Corrida“                                                                                   | John Cale                                                                  | John Cale: Walking on Locusts                                                         | 1996       | | [ 50 ]        |
| „Secret Dialogue“                                                                                  | John Cale                                                                  | John Cale: 23 Solo Pieces for La naissance de l'amour                                 | 1993       | | [ 13 ]        |
| „Secrets“                                                                                          | John Cale, Bob Neuwirth                                                    | John Cale & Bob Neuwirth: Last Day on Earth                                           | 1994       | | [ 15 ]        |
| „The Seine at Night“                                                                               | John Cale                                                                  | John Cale: Le Vent de la nuit                                                         | 1999       | | [ 23 ]        |
| „Set Me Free“                                                                                      | John Cale                                                                  | John Cale: Walking on Locusts                                                         | 1996       | | [ 50 ]        |
| „Setting Fires“                                                                                    | John Cale                                                                  | John Cale: POPtical Illusion                                                          | 2024       | | [ 12 ]        |
| „Scotland Yard“                                                                                    | John Cale                                                                  | John Cale: Shifty Adventures in Nookie Wood                                           | 2012       | | [ 75 ]        |
| „Shark-Shark“                                                                                      | John Cale                                                                  | John Cale: POPtical Illusion                                                          | 2024       | | [ 12 ]        |
| „She Doesn't Live Here Anymore“                                                                    | Alejandro Escovedo                                                         | různí: Por Vida: A Tribute to the Songs of Alejandro Escovedo                         | 2004       | | [ 125 ]       |
| „She Never Took No for an Answer“                                                                  | John Cale, Larry Sloman                                                    | John Cale: soundtrack k filmu Sid a Nancy                                             | 1986       | | [ 126 ]       |
| „Ship of Fools“                                                                                    | John Cale)                                                                 | John Cale: Fear                                                                       | 1974       | | [ 28 ]        |
| „Short of Time“                                                                                    | John Cale, Bob Neuwirth                                                    | John Cale & Bob Neuwirth: Last Day on Earth                                           | 1994       | | [ 15 ]        |
| „Sister Ray“                                                                                       | Lou Reed, John Cale, Sterling Morrison, Maureen Tucker                     | The Velvet Underground: White Light/White Heat                                        | 1968       | | [ 81 ]        |
| „Ski Patrol“                                                                                       | John Cale                                                                  | John Cale: Slow Dazzle                                                                | 1975       | | [ 59 ]        |
| „Skin in the Mirror“                                                                               | John Cale                                                                  | John Cale: N'oublie pas que tu vas mourir                                             | 1995       | | [ 7 ]         |
| „The Sleeper“                                                                                      | John Cale, Larry Sloman                                                    | John Cale: Artificial Intelligence                                                    | 1985       | | [ 34 ]        |
| „Slip Away (A Warning)“                                                                            | Lou Reed, John Cale                                                        | Lou Reed & John Cale: Songs for Drella                                                | 1990       | | [ 71 ]        |
| „Smalltown“                                                                                        | Lou Reed, John Cale                                                        | Lou Reed & John Cale: Songs for Drella                                                | 1990       | | [ 71 ]        |
| „A Snake in China?“                                                                                | John Cale                                                                  | John Cale: N'oublie pas que tu vas mourir                                             | 1995       | | [ 7 ]         |
| „So Far So Good“                                                                                   | John Cale                                                                  | John Cale: N'oublie pas que tu vas mourir                                             | 1995       | | [ 7 ]         |
| „So Long, Marianne“                                                                                | Leonard Cohen                                                              | různí: Bleecker Street: Greenwich Village in the 60's                                 | 1999       | | [ 127 ]       |
| „So Much for Love“                                                                                 | John Cale                                                                  | John Cale: Walking on Locusts                                                         | 1996       | | [ 50 ]        |
| „So What“                                                                                          | John Cale                                                                  | John Cale: Walking on Locusts                                                         | 1996       | | [ 50 ]        |
| „Sold-Motel“                                                                                       | John Cale                                                                  | John Cale: Black Acetate                                                              | 2005       | | [ 80 ]        |
| „Solitaire“                                                                                        | John Cale                                                                  |                                                                                       |            | John Cale tuto píseň hrál při koncertech v roce 1995. | [ 18 ]        |
| „Some Friends“                                                                                     | John Cale                                                                  | John Cale: Walking on Locusts                                                         | 1996       | | [ 50 ]        |
| „Somebody Should Have Told Her“                                                                    | John Cale                                                                  | John Cale: Even Cowgirls Get the Blues                                                | 1987       | | [ 45 ]        |
| „Something's Gone Wrong“                                                                           | John Cale                                                                  |                                                                                       |            | John Cale tuto píseň hrál při mannheimském koncertu dne 4. listopadu 1985. | [ 18 ]        |
| „Song of the Valley“                                                                               | John Cale, Larry Sloman                                                    | John Cale: Artificial Intelligence                                                    | 1985       | | [ 34 ]        |
| „Songs Without Words I“                                                                            | John Cale                                                                  | John Cale: Words for the Dying                                                        | 1989       | | [ 68 ]        |
| „Songs Without Words II“                                                                           | John Cale                                                                  | John Cale: Words for the Dying                                                        | 1989       | | [ 68 ]        |
| „Sorrow“                                                                                           | Bob Feldman, Jerry Goldstein, Richard Gottehrer                            |                                                                                       |            | John Cale tuto píseň hrál při poctě Davidu Bowiemu na BBC Proms (29. července 2016) | [ 128 ]       |
| „The Soul of Carmen Miranda“                                                                       | John Cale, Brian Eno                                                       | John Cale: Words for the Dying                                                        | 1989       | | [ 68 ]        |
| „The Soul of Patrick Lee“                                                                          | John Cale                                                                  | John Cale & Terry Riley: Church of Anthrax                                            | 1971       | | [ 129 ]       |
| „Space Oddity“                                                                                     | David Bowie                                                                |                                                                                       |            | John Cale tuto píseň hrál při poctě Davidu Bowiemu na BBC Proms (29. července 2016) | [ 128 ]       |
| „Spinning Away“                                                                                    | Brian Eno, John Cale                                                       | Brian Eno & John Cale: Wrong Way Up                                                   | 1990       | | [ 29 ]        |
| „Stainless Steel Gamelan“                                                                          | John Cale, Sterling Morrison                                               | John Cale: Stainless Gamelan                                                          | 2002       | | [ 3 ]         |
| „Starlight“                                                                                        | Lou Reed, John Cale                                                        | Lou Reed & John Cale: Songs for Drella                                                | 1990       | | [ 71 ]        |
| „Stately“                                                                                          | John Cale                                                                  | John Cale: Saint-Cyr                                                                  | 2000       | | [ 94 ]        |
| „Stephanie Says“                                                                                   | Lou Reed                                                                   | The Velvet Underground: VU                                                            | 1985       | John Cale píseň hrál při svém koncertu v roce 2018. |               |
| „Strange Times in Casablanca“                                                                      | John Cale                                                                  | John Cale: Honi Soit                                                                  | 1981       | | [ 64 ]        |
| „Story of Blood“                                                                                   | John Cale                                                                  | John Cale: Mercy                                                                      | 2023       | | [ 74 ]        |
| „Streets Come Alive“                                                                               | John Cale, Bob Neuwirth                                                    | John Cale & Bob Neuwirth: Last Day on Earth                                           | 1994       | | [ 15 ]        |
| „Streets of Laredo“                                                                                | tradicionál                                                                | John Cale: Honi Soit                                                                  | 1981       | | [ 64 ]        |
| „Style It Takes“                                                                                   | Lou Reed, John Cale                                                        | Lou Reed & John Cale: Songs for Drella                                                | 1990       | | [ 71 ]        |
| „Sudden Death“                                                                                     | John Cale                                                                  | John Cale: Helen of Troy                                                              | 1975       | | [ 25 ]        |
| „Suicide 1“                                                                                        | John Cale                                                                  | John Cale: Le Vent de la nuit                                                         | 1999       | | [ 23 ]        |
| „Suicide 2“                                                                                        | John Cale                                                                  | John Cale: Le Vent de la nuit                                                         | 1999       | | [ 23 ]        |
| „Suicide Theme“                                                                                    | John Cale                                                                  | John Cale: Process                                                                    | 2005       | | [ 22 ]        |
| „Summer Heat“                                                                                      | John Cale                                                                  | John Cale: Sun Blindness Music                                                        | 2001       | | [ 124 ]       |
| „Sun Blindness Music“                                                                              | John Cale                                                                  | John Cale: Sun Blindness Music                                                        | 2001       | | [ 124 ]       |
| „Sunday Morning“                                                                                   | Lou Reed, John Cale                                                        | The Velvet Underground: The Velvet Underground & Nico                                 | 1967       | |               |
| „Sunflowers Fields“                                                                                | John Cale                                                                  | John Cale: N'oublie pas que tu vas mourir                                             | 1995       | | [ 7 ]         |
| „Sunset“                                                                                           | John Cale                                                                  | John Cale: Antártida                                                                  | 1995       | | [ 17 ]        |
| „Sylvia Said“                                                                                      | John Cale                                                                  | John Cale: Slow Dazzle (reedice)                                                      | 2008       | Skladba na původním vydání alba Slow Dazzle z roku 1975 nevyšla; vyšla až na jeho reedici z roku 2008. |               |
| „Take a Deep Breath“                                                                               | John Cale                                                                  | John Cale: N'oublie pas que tu vas mourir                                             | 1995       | | [ 7 ]         |
| „Taking It All Away“                                                                               | John Cale                                                                  | John Cale: Slow Dazzle                                                                | 1975       | | [ 59 ]        |
| „Taking Your Life in Your Hands“                                                                   | John Cale                                                                  | John Cale: Music for a New Society                                                    | 1982       | | [ 36 ]        |
| „Tell Me Why“                                                                                      | John Cale                                                                  | John Cale: Walking on Locusts                                                         | 1996       | | [ 50 ]        |
| „Temper“                                                                                           | John Cale                                                                  | různí: Troublemakers                                                                  | 1980       | Skladba byla nahrána při nahrávání Caleova alba The Academy in Peril z roku 1972, ale nevyšla na něm; poprvé vyšla právě až v roce 1980 na kompilačním albu Troublemakers vydaném společností Warner Bros. Records. V roce 1994 vyšla na Caleově kompilačním albu Seducing Down the Door. V roce 2024 vyšla jako bonus na reedici alba The Academy in Peril. | [ 130 ]       |
| „Terry's Cha-Cha“                                                                                  | John Cale, Angus MacLise, Terry Jennings                                   | John Cale: Stainless Gamelan                                                          | 2002       | | [ 3 ]         |
| „Theatre“                                                                                          | John Cale                                                                  | John Cale: Process                                                                    | 2005       | | [ 22 ]        |
| „Theme Intro“                                                                                      | John Cale                                                                  | John Cale: Process                                                                    | 2005       | | [ 22 ]        |
| „2nd Theme“                                                                                        | John Cale                                                                  | John Cale: Saint-Cyr                                                                  | 2000       | | [ 94 ]        |
| „2nd Theme No 2“                                                                                   | John Cale                                                                  | John Cale: Saint-Cyr                                                                  | 2000       | | [ 94 ]        |
| „There She Goes Again“                                                                             | Lou Reed                                                                   | The Velvet Underground: The Velvet Underground & Nico                                 | 1967       | John Cale píseň hrál při svých koncertech v letech 2016 a 2017, při nichž hrál výhradně písně The Velvet Underground. |               |
| „There Was a Saviour“                                                                              | John Cale, Dylan Thomas                                                    | John Cale: Words for the Dying                                                        | 1989       | Skladba byla součástí cyklu „The Falklands Suite“. | [ 68 ]        |
| „There Will Be No River“                                                                           | John Cale                                                                  | John Cale: POPtical Illusion                                                          | 2024       | | [ 12 ]        |
| „Things“                                                                                           | John Cale                                                                  | John Cale: HoboSapiens                                                                | 2003       | | [ 20 ]        |
| „Things X“                                                                                         | John Cale                                                                  | John Cale: HoboSapiens                                                                | 2003       | | [ 20 ]        |
| „Thinking and Acting“                                                                              | John Cale                                                                  | John Cale: Le Vent de la nuit                                                         | 1999       | | [ 23 ]        |
| „This Is Then, That Was Now“                                                                       | John Cale                                                                  |                                                                                       |            | John Cale tuto píseň hrál při koncertech v roce 1995 jako součást cyklu „Songs from the Shimmer“. | [ 120 ]       |
| „Thoughtless Kind“                                                                                 | John Cale                                                                  | John Cale: Music for a New Society                                                    | 1982       | | [ 36 ]        |
| „Time Stands Still“                                                                                | John Cale                                                                  | John Cale: Mercy                                                                      | 2023       | | [ 74 ]        |
| „Ton Ton Macoute“                                                                                  | John Cale                                                                  |                                                                                       |            | Nahráno v roce 1976 ve studiu Chalk Farm Studios v Londýně během nahrávání alba Animal Justice. | [ 131 ]       |
| „Trouble with Classicists“                                                                         | Lou Reed, John Cale                                                        | Lou Reed & John Cale: Songs for Drella                                                | 1990       | | [ 71 ]        |
| „Truck Parking Lot at Night“                                                                       | John Cale                                                                  | John Cale: Le Vent de la nuit                                                         | 1999       | | [ 23 ]        |
| „Turin at Night“                                                                                   | John Cale                                                                  | John Cale: Le Vent de la nuit                                                         | 1999       | | [ 23 ]        |
| „Turn the Lights On“                                                                               | John Cale                                                                  | John Cale: Black Acetate                                                              | 2005       | | [ 80 ]        |
| „Twilight Zone“                                                                                    | John Cale                                                                  | John Cale: HoboSapiens                                                                | 2003       | | [ 20 ]        |
| „Uncle Sam in Samoa“                                                                               | John Cale                                                                  |                                                                                       |            | John Cale tuto píseň hrál při koncertech v roce 1981. | [ 11 ]        |
| „Unquiet Heart“                                                                                    | John Cale                                                                  | John Cale: 23 Solo Pieces for La naissance de l'amour                                 | 1993       | | [ 13 ]        |
| „[Untitled] For Piano“                                                                             | John Cale                                                                  | John Cale: Dream Interpretation                                                       | 2002       | | [ 44 ]        |
| „Valentine's Day“                                                                                  | David Bowie                                                                |                                                                                       |            | John Cale tuto píseň hrál při poctě Davidu Bowiemu na BBC Proms (29. července 2016) | [ 128 ]       |
| „Vampire Cafe“                                                                                     | John Cale                                                                  | John Cale: Shifty Adventures in Nookie Wood                                           | 2012       | | [ 75 ]        |
| „Velasco's Theme“                                                                                  | John Cale                                                                  | John Cale: Antártida                                                                  | 1995       | | [ 17 ]        |
| „Velvet Couch“                                                                                     | John Cale, David Bowie                                                     |                                                                                       |            | John Cale tuto píseň nahrál s Davidem Bowiem v roce 1978. | [ 116 ]       |
| „Venus in Furs“                                                                                    | Lou Reed                                                                   | The Velvet Underground: The Velvet Underground & Nico                                 | 1967       | John Cale píseň vydal na svém albu Circus Live z roku 2007. | [ 77 ]        |
| „Verses“                                                                                           | John Cale                                                                  | John Cale: 5 Tracks                                                                   | 2003       | | [ 48 ]        |
| „Vigilante Lover“                                                                                  | John Cale, Larry Sloman, David Young                                       | John Cale: Artificial Intelligence                                                    | 1985       | | [ 34 ]        |
| „Villa Albani“                                                                                     | John Cale                                                                  | John Cale: Caribbean Sunset                                                           | 1984       | | [ 43 ]        |
| „Waiting“                                                                                          | John Cale                                                                  | John Cale: Le Vent de la nuit                                                         | 1999       | | [ 23 ]        |
| „Waiting for Blonde“                                                                               | John Cale                                                                  | John Cale: 5 Tracks                                                                   | 2003       | | [ 48 ]        |
| „Wake Up the Boys“                                                                                 | John Cale                                                                  |                                                                                       |            | John Cale tuto píseň hrál při koncertech v roce 1981. | [ 42 ]        |
| „Waking Up to Love“                                                                                | John Cale                                                                  | John Cale: 23 Solo Pieces for La naissance de l'amour                                 | 1993       | | [ 13 ]        |
| „Walk Towards the Sea“                                                                             | John Cale                                                                  | John Cale: 23 Solo Pieces for La naissance de l'amour                                 | 1993       | | [ 13 ]        |
| „Walkin' the Dog“                                                                                  | Rufus Thomas                                                               | John Cale: Sabotage/Live                                                              | 1979       | | [ 26 ]        |
| „Wall“                                                                                             | John Cale                                                                  | John Cale: Vintage Violence (reedice)                                                 | 2001       | Skladba „Wall“ na původním vydání alba Vintage Violence z roku 1970 nevyšla, vyšla až na jeho reedici z roku 2001. | [ 2 ]         |
| „War Time“                                                                                         | John Cale                                                                  | John Cale: Saint-Cyr                                                                  | 2000       | | [ 94 ]        |
| „War Time No 2“                                                                                    | John Cale                                                                  | John Cale: Saint-Cyr                                                                  | 2000       | | [ 94 ]        |
| „Wasteland“                                                                                        | John Cale                                                                  | John Cale: Black Acetate                                                              | 2005       | | [ 80 ]        |
| „Welcome to Europe“                                                                                | John Cale                                                                  | John Cale: N'oublie pas que tu vas mourir                                             | 1995       | | [ 7 ]         |
| „Whaddya Mean by That?“                                                                            | John Cale                                                                  | John Cale: Extra Playful                                                              | 2011       | | [ 35 ]        |
| „What Mrs. Ives Said to Mr. Ives“                                                                  | John Cale                                                                  | John Cale: Le Vent de la nuit                                                         | 1999       | | [ 23 ]        |
| „Wheel of Fortune“ (nebo také „I Like to Keep Baby Happy“)                                         | John Cale                                                                  |                                                                                       |            | John Cale tuto píseň hrál při koncertech v roce 1983 |               |
| „Where the Creepyboyz Sing“                                                                        | John Cale                                                                  | John Cale: HoboSapiens                                                                | 2003       | Skladba „Where the Creepyboyz Sing“ se nachází pouze na japonském vydání alba HoboSapiens. |               |
| „Where There's a Will“                                                                             | John Cale, Larry Sloman                                                    | John Cale: Caribbean Sunset                                                           | 1984       | | [ 43 ]        |
| „Who Said Love's Safe?“                                                                            | John Cale                                                                  | John Cale: N'oublie pas que tu vas mourir                                             | 1995       | | [ 7 ]         |
| „Who's in Charge?“                                                                                 | John Cale, Bob Neuwirth                                                    | John Cale & Bob Neuwirth: Last Day on Earth                                           | 1994       | | [ 15 ]        |
| „Wilderness Approaching“                                                                           | John Cale                                                                  | John Cale: 5 Tracks                                                                   | 2003       | | [ 48 ]        |
| „Willow Weep for Me“                                                                               | Ann Ronell                                                                 |                                                                                       |            | Přestože byla skladba „Willow Weep for Me“ nahrána během nahrávání alba Slow Dazzle, nakonec nikdy nebyla vydána. | [ 8 ]         |
| „Wilson Joliet“                                                                                    | John Cale                                                                  | John Cale: Honi Soit                                                                  | 1981       | | [ 64 ]        |
| „Winter Song“                                                                                      | John Cale                                                                  | Nico: Chelsea Girl                                                                    | 1967       | | [ 95 ]        |
| „White Light/White Heat“                                                                           | Lou Reed                                                                   | The Velvet Underground: White Light/White Heat                                        | 1968       | John Cale píseň hrál při svých koncertech v letech 2016 a 2017, při nichž hrál výhradně písně The Velvet Underground. |               |
| „Woman“                                                                                            | John Cale                                                                  | John Cale: Black Acetate                                                              | 2005       | | [ 80 ]        |
| „Work“                                                                                             | Lou Reed, John Cale                                                        | Lou Reed & John Cale: Songs for Drella                                                | 1990       | | [ 71 ]        |
| „The Year of the Patriot“                                                                          | John Cale                                                                  |                                                                                       |            | Přestože byla skladba „The Year of the Patriot“ nahrána během nahrávání alba Words for the Dying, nakonec nikdy nebyla vydána. |               |
| „You & Me“                                                                                         | John Cale                                                                  | John Cale: Slow Dazzle (reedice)                                                      | 2008       | Skladba na původním vydání alba Slow Dazzle z roku 1975 nevyšla; vyšla až na jeho reedici z roku 2008. |               |
| „You Don't Miss Your Water“                                                                        | William Bell                                                               | Brian Eno & John Cale: Wrong Way Up (reedice)                                         | 2005       | Skladba na původním vydání alba Wrong Way Up z roku 1990 nevyšla; vyšla až na jeho reedici z roku 2005. |               |
| „You Know More Than I Know“                                                                        | John Cale                                                                  | John Cale: Fear                                                                       | 1974       | | [ 28 ]        |
| „Young, Proud and Dead“                                                                            | John Cale                                                                  |                                                                                       |            | John Cale tuto skladbu hrál během představení u příležitostí stého výročí Vánočního příměří ve městě Mesen v Belgii dne 20. prosince 2014 | [ 39 ]        |
| „Your Pain Shall Be a Music“                                                                       | Dylan Thomas                                                               | Jódži Jamamoto: Your Pain Shall Be a Music                                            | 1994       | Cale pouze namluvil báseň (neznámo kdy), hudbu později nahráli japonští hudebníci (Hirofumi Tokutake a Ayuo Takahashi) bez Caleova vědomí (píseň rovněž vyšla bez Caleova vědomí). | [ 132 ]       |
| „Zen“                                                                                              | John Cale                                                                  | John Cale: HoboSapiens                                                                | 2003       | | [ 20 ]        |
| „100% Pure“                                                                                        | John Cale                                                                  | John Cale: N'oublie pas que tu vas mourir                                             | 1995       | | [ 7 ]         |